# 오토 하인리히 바르부르크
오토 하인리히 바르부르크(Otto Heinrich Warburg, 1883년 10월 8일 ~ 1970년 8월 1일)는 독일의 생화학자이다. 베를린 및 하이델베르크 대학을 졸업하고 베를린 대학 교수, 1914년 카이저 빌헬름 연구소원, 1937년 동 생리학 연구소장을 역임하였다. 산소 연구의 세계적 권위자로서 "철분을 포함하는 산소가 생체의 산화·환원 반응에 있어서 중요한 역할을 한다"고 주장하였다. 바르부르크라고 이름을 붙인 가스 대사의 측정 장치를 만들어 산소 연구에 큰 공을 세웠다. 1931년 노벨 생리학·의학상을 받았다. 저서에 《종창의 신진 대사》, 《생체의 촉매 작용》 등이 있다.

## 와버그 효과
바르부르크 와버그 효과(Warburg effect)는 종양 또는 암으로 보이는 조직을 판단하는 에너지 대사 현상으로 포도당의 대사 경로가 비정상적으로 비중이 커짐으로서 포도당의 대사반응이 시트르산 회로나 전자전달계로의 정상적인 흐름으로 제대로 이어지지못한다는 것을 내용으로 한다.

## 참고
- (NDSL - 바르부르크(Warburg) 효과 : 어떻게 암에 유용한가?)http://www.ndsl.kr/ndsl/search/detail/report/reportSearchResultDetail.do?cn=KOSEN0000000762715